# Délit (chanson)
Singles de Amel Bent
Je Reste
Délit est une chanson de l'artiste française Amel Bent sortie le 5 mars 2012 sous le label Jive Records. Second extrait de l'album Délit mineur. La chanson a été remixée pour sa sortie par Bustafunk, mais elle n'est pas très différente de la version originale qui se trouve sur l'album.

## Clip vidéo
Le clip est sorti le 28 avril 2012 et a été tourné à New York au début du mois d'avril.

## Classement
| Classement (2012)               | Meilleure position |
| ------------------------------- | ------------------ |
| Belgique (Wallonie Ultratip 50) | 3                  |
| France (SNEP)                   | 19                 |